# Liste der Monuments historiques in Lanvénégen
Die Liste der Monuments historiques in Lanvénégen führt die Monuments historiques in der französischen Gemeinde Lanvénégen auf.

## Liste der Bauwerke
| Bezeichnung                      | Beschreibung | Standort | Kennzeichnung | Schutzstatus | Datum | Bild |
| -------------------------------- | ------------ | -------- | ------------- | ------------ | ----- | ---- |
| Chapelle de la Trinité (Kapelle) |              | (Lage)   | PA00091353    | Inscrit      | 1948  |      |
| Kapelle Saint-Urlo               |              | (Lage)   | PA00091354    | Classé       | 1932  |      |
| Kirche St-Conogan                |              | (Lage)   | PA00091355    | Inscrit      | 1925  |      |
| Manoir de Saint-Quijeau          |              | (Lage)   | PA56000017    | Inscrit      | 1998  |      |

## Liste der Objekte
- Monuments historiques (Objekte) in Lanvénégen in der Base Palissy des französischen Kultusministeriums